# Español caribeño
El español caribeño es un conjunto de variedades diatópicas de la lengua española predominante en las Antillas Mayores y la cuenca del Caribe. Se habla en Cuba, República Dominicana, Puerto Rico,  Venezuela, Panamá y el norte de Colombia. 
Se reconoce por la notable influencia de los dialectos canario y andaluz (por el contacto histórico entre los puertos), la influencia africana y las palabras procedentes del taíno. Es también la variedad de español que más se oye en Miami y Nueva York (Estados Unidos) y la empleada por los cantantes de los géneros salsa, merengue, bachata, champeta, cumbia, vallenato y reguetón.

## Características generales
El español caribeño consiste en una serie de variedades diatópicas de la lengua española, con rasgos comunes circunscritos al Caribe hispánico. El español no estándar caribeño no es una lengua criolla como se ha llegado a sostener, sino que se trataría de un semicriollo o un continuum poscriollo procedente de una posible variedad pancaribeña del español, que se habría reestructurado con base en un pidgin afroportugués. El elemento cohesionador de las variedades lingüísticas del Caribe, y no solo del español, es el subsahariano. Este se traduce por ciertos hábitos de pronunciación y la predominancia de ciertas estructuras gramaticales.
El léxico tiene un aporte sustancial de términos subsaharianos (básicamente de las lenguas Níger-Congo) e indígenas americanos, así como vocabulario español marinero. Importante es también el aporte del idioma inglés.
El español del Caribe fue la lengua franca de los esclavos africanos, y se impuso a las lenguas indoamericanas. Si en algunas regiones es hoy día la lengua predominante, en otras es segunda lengua tras el criollo local. Si el Caribe se caracteriza por su gran diversidad de culturas y lenguas, el español hablado allí, en todas sus variantes, tiene un papel unificador e integrador de los diversos grupos humanos y de las diversas nacionalidades presentes en la región.

## Características lingüísticas

### Fonología
El habla caribeña, a diferencia de algunos hablantes del español de México o español andino, no debilita las vocales aunque frecuentemente presenta elisiones o leniciones (debilitamientos) en las consonantes. Entre los cambios típicos del español caribeño se encuentra que:
- Las vocales se nasalizan cuando están próximas a una consonante nasal, ésta se enmucede o bien se realiza como /ŋ/. Por ejemplo, en San Juan [sãˑˈhwã] o [sãŋˑˈhwãŋ].
- Como en todo el español americano existe el seseo.
- La realización de /-s/ aspirada como [h] a final de sílaba o antes de consonante es marca distintiva en el Caribe por ser general incluso en los registros formales. El fenómeno es común a todas las clases sociales así como en Canarias y la mitad sur de España, y se encuentra en general en todos los dialectos de tierras bajas de América. Generalmente también se aspira, elide o asimila con la consonante siguiente o precedente: isla [ˈilːa] , inspirar > [inːpiˈɾa(ɾ)].
- La modificación de /s/ a [h] en posición inicial de sílaba también ocurre a veces en Puerto Rico.
- Tal como en parte de Andalucía o Canarias hay elisión o confusión de líquidas. Por ejemplo la /r/ se elide ante cualquier palabra que comience con vocal y al final de la frase: comer > comé [koˈme]. Y delante de una consonante, así sea dentro de una misma palabra o conjunto de ellas, la /l/ y /r/ se confunden (esto es más común en las Antillas): puerta, puelta; rebelde, reberde. En países como Venezuela y la Región Caribe de Colombia, esta forma de habla es considerada inculta, pero también es muy usada en el occidente y oriente venezolanos y el interior de la Región Caribe de Colombia. A pesar de pertenecer a la variante diatópica de República Dominicana y Puerto Rico, la lateralización y la ultracorrección son características también consideradas incultas por la comunidad entendida. 
  - En Cuba y en las costas de Colombia éstas se asimilan con las consonantes siguientes (geminación): por donde, pod donde. Cabe destacar que en el caso cubano este fenómeno no se encuentra generalizado por toda la isla, sino más bien en La Habana y en otras zonas de la porción más centro- occidental, aunque si bien en las últimas décadas esta tendencia ha cobrado fuerza pero siendo aún excluida del lenguaje culto.
  - En la República Dominicana, Venezuela, Puerto Rico, Cuba, Región Caribe de Colombia y Panamá, existe un acorte de palabras y de sustituciones en diferentes partes de dichos países: "Vamos para la playa, Vamo pa' la playa".
  - En Puerto Rico la /r/ es articulada frecuentemente como una fricativa uvular, más o menos parecida a la francesa o portuguesa [ʁ] o a la [χ] uvular dialectal castellana.
  - La /r/ puede ser también convertida a [h]: virgen > vihhen [ˈbiˑhːen].
  - En el Caribe Colombiano, algunas regiones de Venezuela, en la República Dominicana, Puerto Rico, Cuba y en Panamá se pierde el sonido de la /d/ intervocálica: dedo > deo. Lo mismo pasa en el sur de España y otras partes de América.
- No existe diferenciación entre y /ʝ/ y ll /ʎ/, sonando ambas como /ʝ/ siendo una región completamente yeista.
- La pronunciación nasalizada de una vocal seguida por "n" o "m".

Otros caracteres comunes con buena parte de Andalucía son:
- la lenición de “ch” [ʧ] > [ʃ] en algunas zonas
- la pronunciación de j-g /x/ como [h], que es general: Los Ángeles [loˈhãhelɛ] y
- la velarización de /n/ en todo final: camión > [kaˈmiõŋ].

### Morfología
- La segunda persona del plural es únicamente ustedes como en todas las variedades del español americano.
- El voseo se perdió durante el siglo XIX en las islas y la mayor parte de los países continentales, desde entonces el Caribe es por lo general una zona tuteante, no obstante, son excepciones el noroccidente de Venezuela (estados Falcón y Zulia), el norte del departamento del Cesar, el sur del departamento de La Guajira en Colombia y la península de Azuero de Panamá. En la costa de Colombia el tuteo es uno de los elementos distintivos frente al español del interior donde se prefiere el usted o el voseo.
- Por efecto de la elisión de /s/ final de sílaba, algunos utilizan «se» como marcador plural, como una hipercorrección, pero está limitado a palabras que en forma singular terminan en vocal tónica: café, cafese.
- Es muy usado el diminutivo.
- En Colombia, Cuba, Venezuela, algunas regiones de Panamá y la República Dominicana se usan los diminutivos usando las raíces: -ico e -ica, no -ito ni -illo. Este diminutivo se utiliza si la palabra termina en t + vocal, no así en las otras terminaciones. Por ejemplo galleta y zapato tienen como diminutivos galletica y zapatico, no así en perro y casa (perrito y casita, respectivamente).

### Sintaxis
- Se suele colocar el pronombre sujeto delante de un infinitivo: Para yo saberlo. Antes de yo entrar a la casa.
- Se suele no invertir el sujeto en las preguntas ¿Qué tú quieres?, ¿Cómo tú te llamas?.
- En la República Dominicana, Colombia, Panamá y Venezuela son comunes las estructuras con el verbo ser intensivo: ¿Qué es lo que...?, ¿Cuándo es que...?, ¿Cómo es que...?, etc. cuando se está preguntando.
- Hay un uso intensivo de «ser». Lo hice fue en invierno. Teníamos era que descansar mucho.
- Se usan los pronombres personales tónicos de tercera persona (él/ella) para referirse a cosas. Él (el árbol) parece Bongo pero es Magüey. o Ella (la iglesia) tiene las campanas de bronce
- Se suele usar la tercera persona masculina plural del pronombre personal proclítico (los) cuando la forma verbal refiere la primera persona del plural. Los (nos) fuimos. Este fenómeno está presente también en el habla canaria.
- En la República Dominicana, Cuba, Puerto Rico, Panamá, Venezuela y el Caribe Colombiano, existe la tendencia a redundar el uso de los pronombres sujeto. Yo estaba caminando...y yo veía...; ya tú sabes (por cuestiones fonéticas).

### Léxico

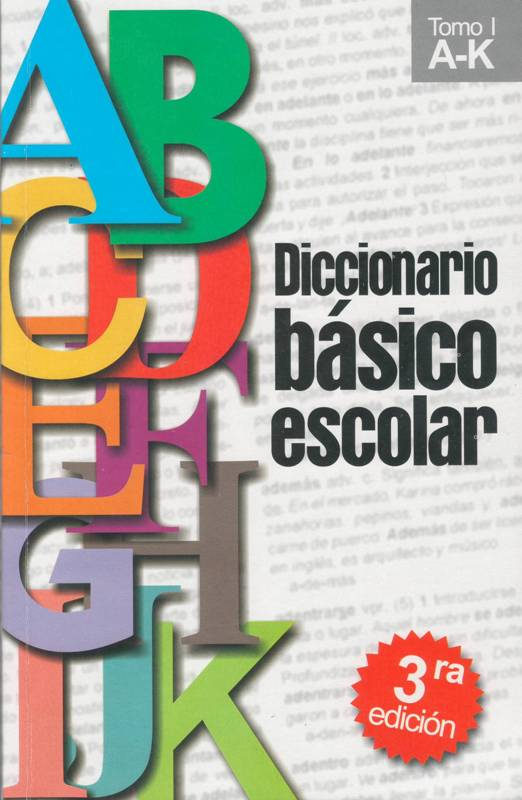
Diccionario Básico Escolar Cubano (2010, 3era edición)

El español caribeño debe al kikongo, al andaluz, al extremeño, al canario y al taíno la mayor parte de su léxico, el cual diverge en cierta medida de otras formas del español. También se vio enriquecido por los aportes de las grandes oleadas de  inmigrantes españoles a principios del siglo XX, sobre todo gallegos, asturianos y vascos. 

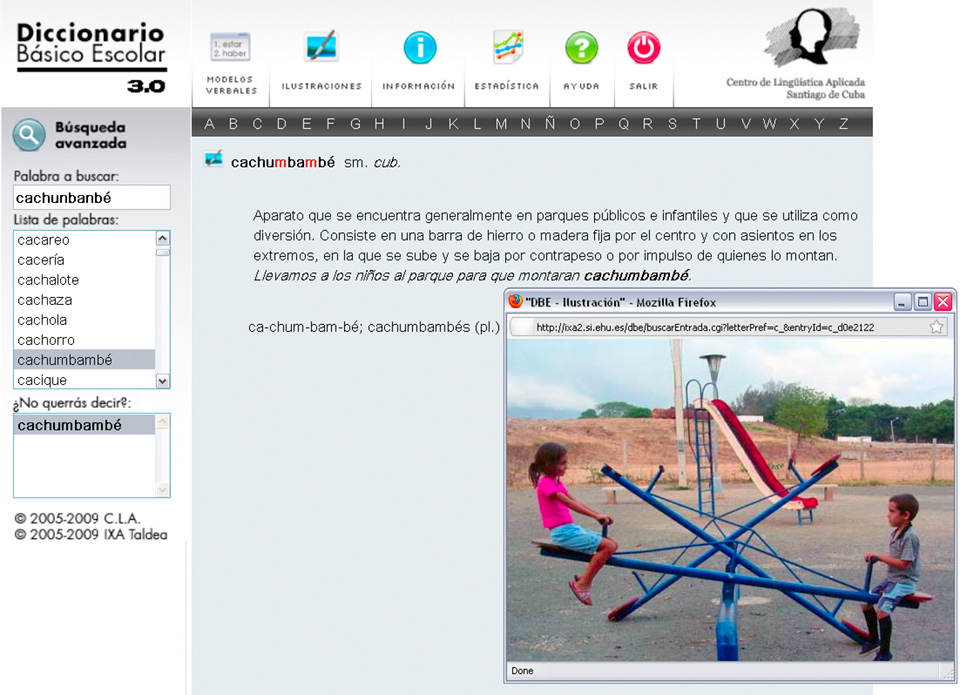
Consulta en el Diccionario Básico Escolar Cubano (2010, 3era edición)

Además hay que destacar que el español caribeño ha sido una de las variedades diatópicas que más directamente ha incorporado léxico proveniente del inglés estadounidense y del Caribe anglófono, no solo por contacto geográfico, sino también por las profundas relaciones económicas, políticas y culturales. Baste recordar que  Cuba y Puerto Rico fueron destinos de la inversión estadounidense, incluso desde la época del colonialismo español, fenómeno luego acrecentado a partir de 1898 cuando ambos territorios insulares experimentaron diferentes tipos de dependencia política, económica y control militar o policial a manos Estados Unidos al punto que inicialmente se intentó reducir o prohibir el uso del español en las escuelas y la administración de Puerto Rico por iniciativa de las autoridades estadounidenses que supervisaban dicho territorio o dependencia.
Estos vínculos han hecho que el español hablado en Cuba y en Puerto Rico, junto al mexicano, ostenten considerable nivel de predominio en el español hablado dentro de Estados Unidos. Ello se corresponde también con las proporciones y la relevancia política de las comunidades de inmigrantes de estos países en ciudades como Miami y Nueva York, así como con el protagonismo de sus compositores e intérpretes en la industria musical, con producciones distribuidas en todos los ámbitos geográficos del español, vía que obviamente contribuye a la difusión de los rasgos de la variedad caribeña. 
A modo de conclusión, hay  que decir que el Caribe, escenario de sincretismos culturales a lo largo de su historia, ostenta variedades del español muy ricas en cuanto a diversidad de rasgos fonéticos, sintácticos y léxicos, indistintamente coherentes con los del español extremeño, el andaluz, el canario, el centro-norte ibérico o con los de las regiones de la América continental hispanoparlante.